# Sojuz 2
Sojuz 2 (rusky Союз; „svaz“) je rodina nosných raket, vyvinutých a vyráběných firmou CSKB-Progress v Samaře. Byla vyvinuta z nosiče Sojuz. Tyto nosiče mohou vynést na nízkou oběžnou dráhu až 8500 kg. Jsou určeny spolu s nosičem Angara k nahrazení několika starších nosných raket. Nosné rakety Sojuz 2 mají za sebou 115 vzletů.

## Historie
Předchůdce nosiče Sojuz 2, nosič Sojuz, byl vytvořen v programu Sojuz na základě mezikontinentální balistické rakety R-7 v konstrukčních kancelářích S. P. Koroljova a S. A. Kosberga. K raketě R-7 byl přidán další raketový stupeň, byly postupně inovovány motory, řídicí elektronika a tak vznikaly nové modifikace rakety. Vývoj motorů měla na starosti konstrukční skupina V. F. Gluška a A. M. Isajeva.

## Použití
Nosná raketa Sojuz 2 může být, stejně jako původní Sojuz, použita pro vynášení širokého spektra nákladů, včetně komunikačních a průzkumných družic. Avšak předtím, než bude moci být označen jako „man-rated“, tedy schopný vynášet kosmické lodě s posádkou, musí potvrdit svoji spolehlivost jako nosič zvětšené verze nákladní lodě Progress M1 se záchranným blokem SZB (11S517A2), s celkovou hmotností 8350 kilogramů a maximální šířkou 3000 milimetrů.
Nosiče Sojuz 2 jsou také používány pro vynášení komerčních nákladů prodávaných operátory Starsem a Arianespace.
9. dubna 2020 se uskutečnil první pilotovaný let rakety Sojuz 2.1a s kosmickou lodi Sojuz MS-16.

## Verze rakety

### Sojuz 2.1a
Kódové označení (14A14.1A) – první let 2004. Tento nosič má namísto původního analogového navigačního a řídícího počítače počítač digitální. Také má nový vstřikovací systém v prvním a druhém stupni. Mimo jiné nahradil nosnou raketu Molnija-M. Od roku 2014 by měl nahradit i varianty Sojuz-U a Sojuz-FG. Díky uskutečněným vylepšením má oproti původnímu Sojuzu zejména větší flexibilitu řízení letu, větší nosnost atd.

#### Nový řídící systém
Práce na novém digitálním systému řízení letu pro nosič Sojuz 2 začaly v NPO Avtomatika v Jekatěrinburgu počátkem roku 1993. Systém se skládá ze tři nezávislých digitálních počítačů a dvou gyroskopů, které spolu drasticky zvyšují spolehlivost systému řízení letu.
V roce 2006, Lef Belskij, náměstek ředitele NPO Avtomatika pro nosné rakety a kosmické systémy, řekl tiskové agentuře ITAR-TASS že práce na systému řízení letu pro Sojuz 2 se pro tento podnik staly záchranou.  V současné době bylo do výroby zapojeno 400 inženýrů NPO Avtomatika. Skromné federální financování pro tento projekt bylo započato během let 1994–1995 a peněžní tok se výrazně zvýšil na začátku následující dekády.

### Sojuz 2.1b
Kódové označení (14A14.1B) – první let 2006. Představuje vylepšení rakety Sojuz 2.1a. Oproti svému předchůdci má Sojuz 2.1b nový, úspornější motor ve druhém stupni (Blok I). Jde o typ RD-0124, příbuzný motoru použitém i na třetím stupni nosiče Angara (v modulech URM-2). Tento nový motor umožňuje nosiči Sojuz 2.1b vynášet na oběžnou dráhu až o 500 kg těžší náklady.
4. ledna 2005 Arianespace uvedla, že nosič Sojuz 2.1b s novým motorem RD-0124, poletí první testovací misi z rampy 31/6 v Bajkonuru, a při té příležitosti vypustí na polární dráhu o výšce 850-kilometerů 630-kilogramů těžkou astronomickou družici Corot.
Podle zástupce ředitele Roskosmosu Viktora Ramiševského, otázaného agenturou RIA Novosti, to byl poslední testovací let motoru RD-0124, který tak otevřel cestu pro první vypuštění nosiče Sojuz 2.1b, které bylo naplánováno na 21. prosince 2006.
V roce 2012, konstrukční kancelář KBKhA slíbila vyvinout ovládání vektoru (směru) tahu 14D23 speciálně pro nosič Sojuz 2.1b.

### Sojuz 2.1v
Označení (14A15) – první let 29. 12. 2013, „lehká“ varianta bez postranních boosterů, s jedním motorem NK-33A v prvním stupni, případně nově vyvinutým RD-193. Motor RD-193 je odvozen od typu RD-191 nosiče Angara.

### Sojuz ST
Jedná se o modifikované verze raket Sojuz 2.1a (Sojuz ST-A) a Sojuz 2.1b (Sojuz ST-B), určené pro starty z evropského kosmodromu v Kourou ve Francouzské Guyaně.
Mezi hlavní rozdíly patří například upravený řídící systém, zdokonalení telemetrie nebo přizpůsobení nosiče tropickému klimatu na Guyanském kosmickém centru.
Urychlovací bloky a centrální stupeň jsou opatřeny pyrotechnickým zařízením, které otevře ventily palivových nádrží. Tím se zajistí jejich potopení po dopadnutí na hladinu oceánu. 21. října 2011 proběhl první start nosiče v modifikaci Sojuz ST-B se dvěma satelity Galileo z kosmického střediska v Kourou.

## Galerie

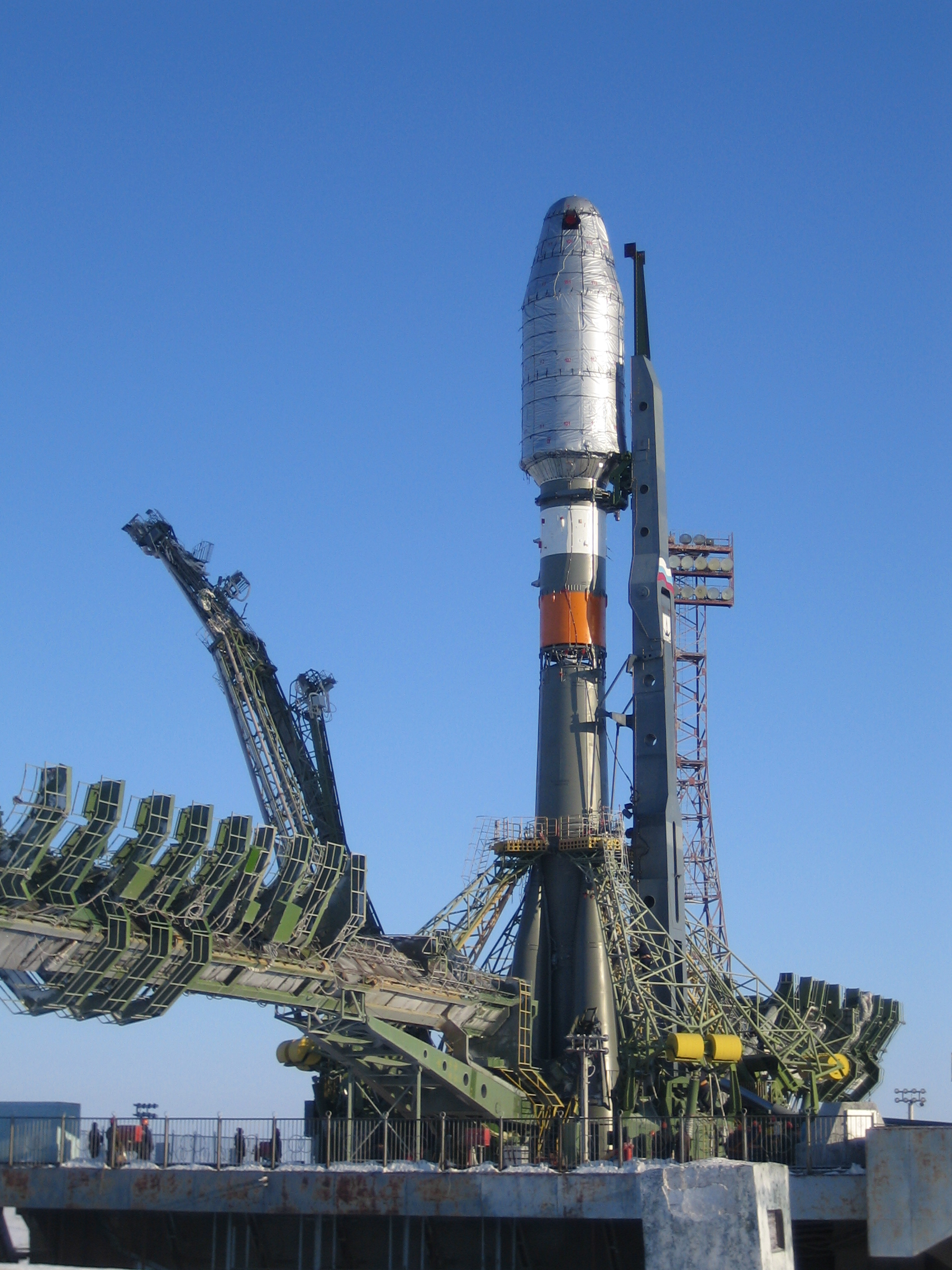
Sojuz 2 s meteoriologickým satelitem
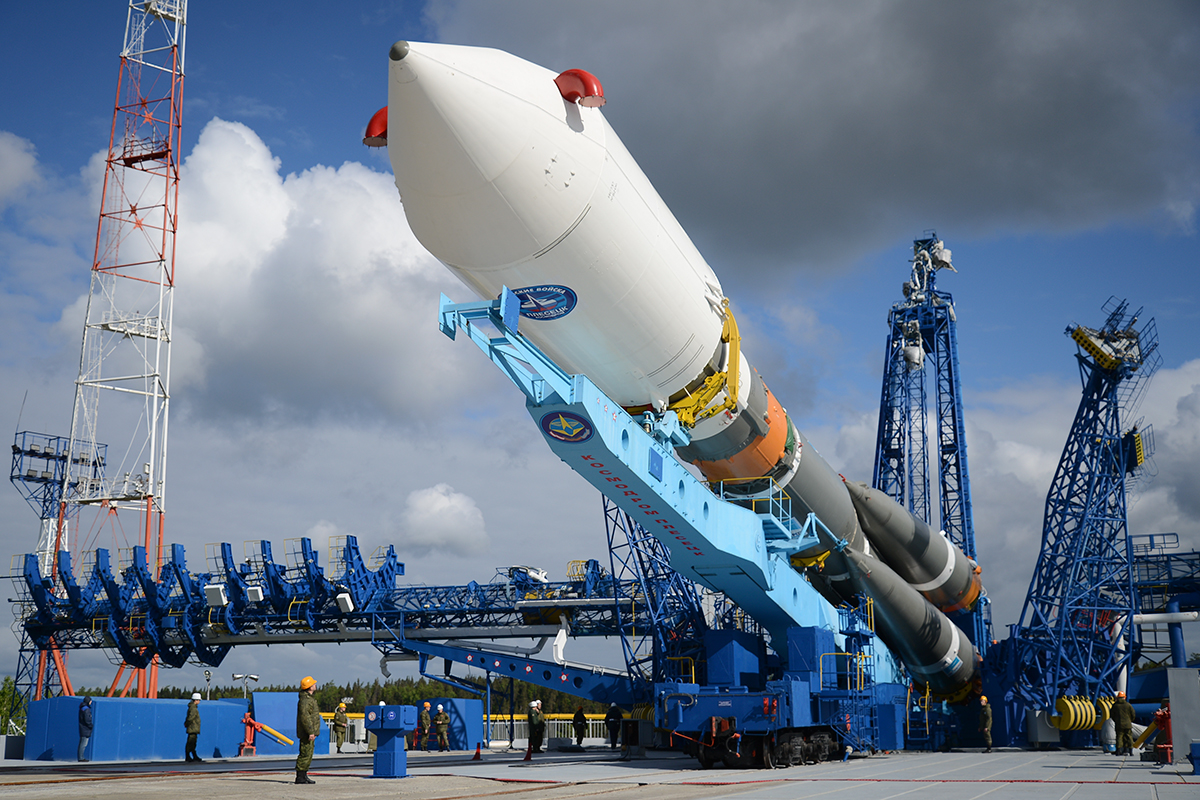
Sojuz 2.1b s družicí Glonass-M
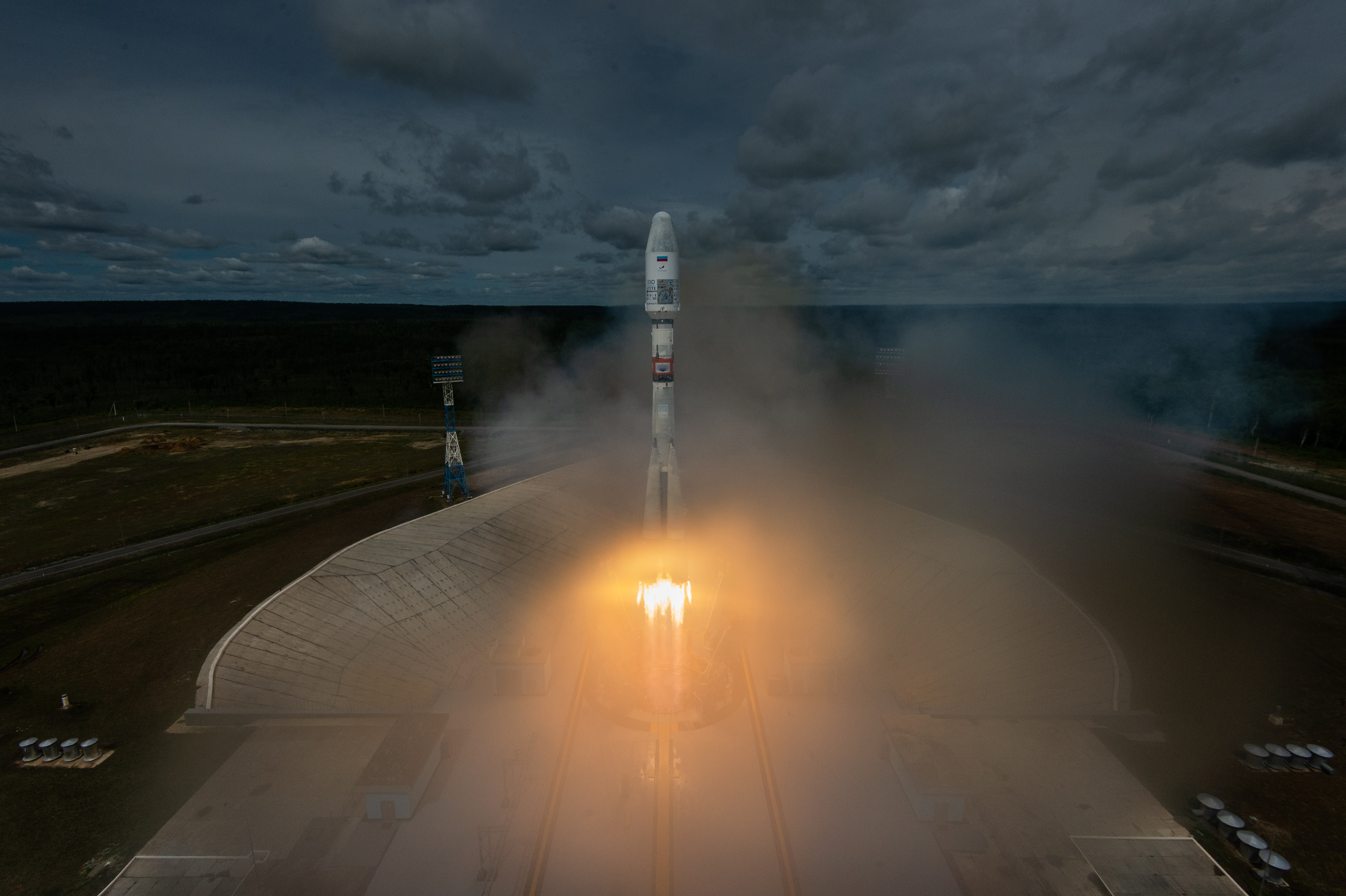
Start rakety Sojuz 2.1b
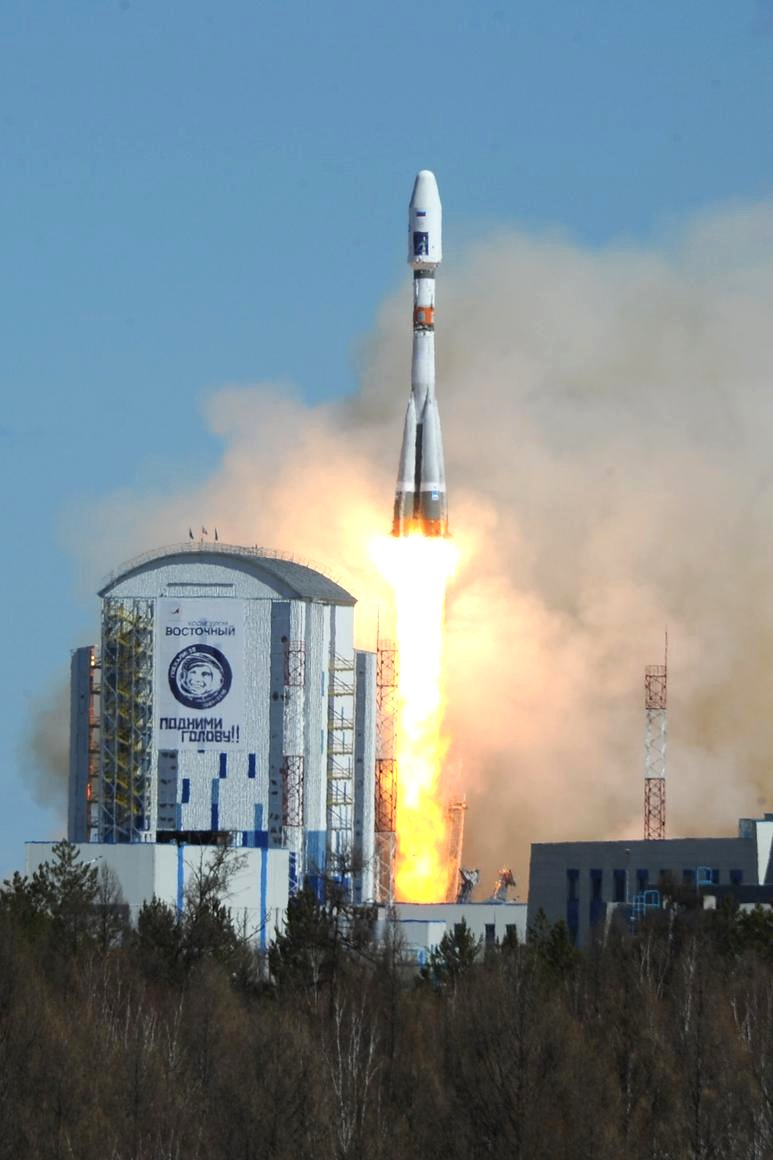
Sojuz 2.1a
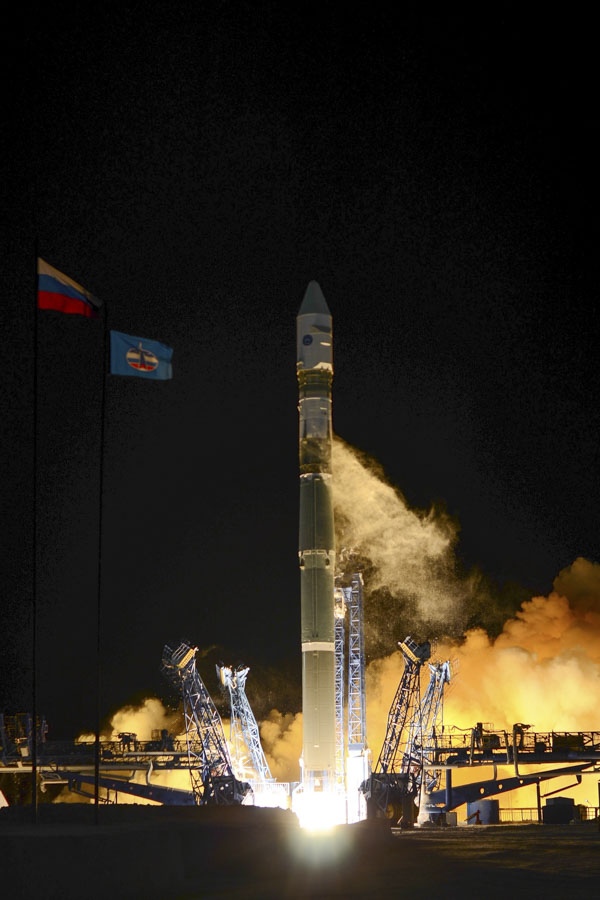
Sojuz 2.1v
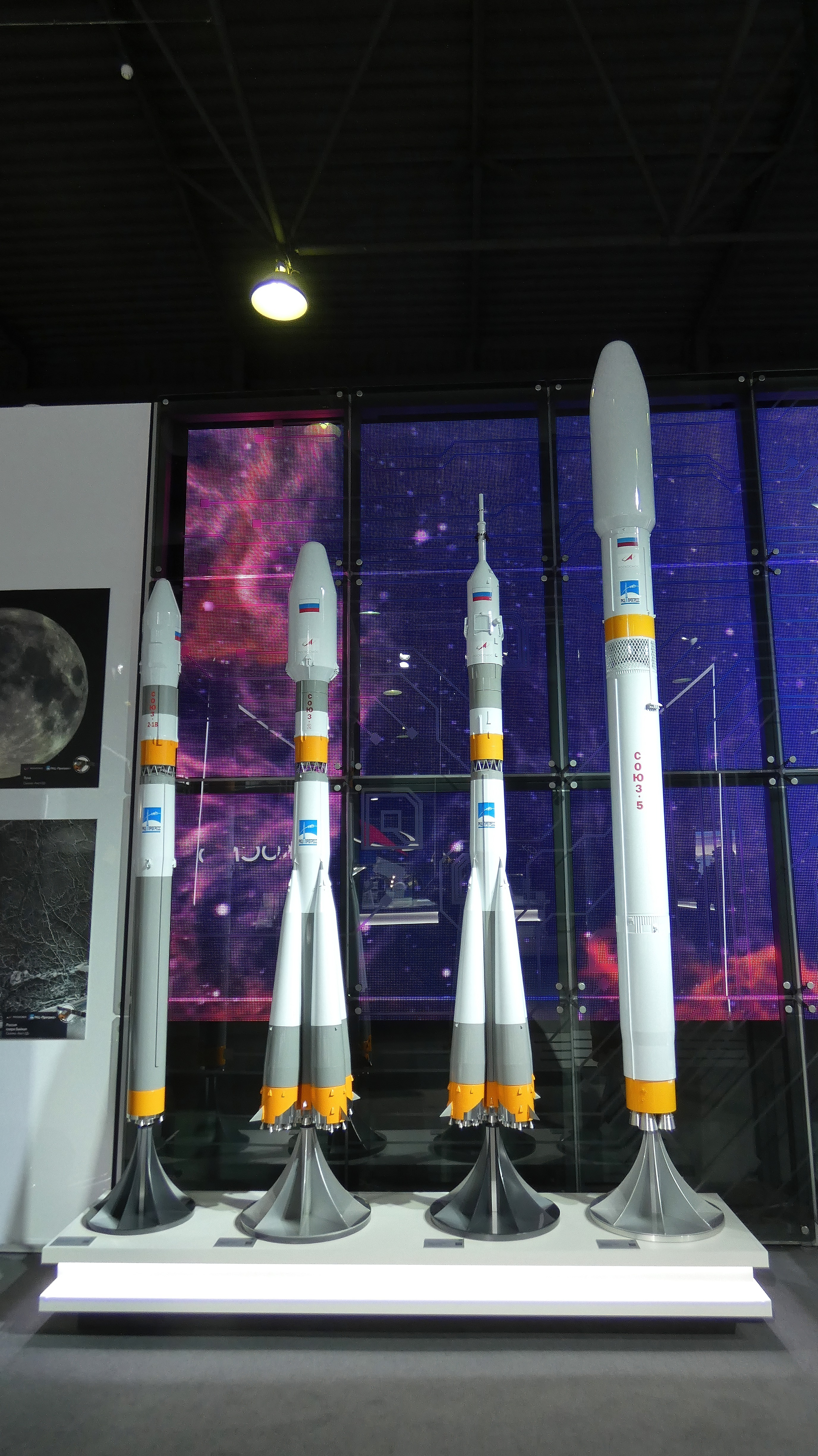
Sojuz-2.1v, Sojuz-2.1a, Sojuz-2.1b a Sojuz-5